# Eich (Luxemburg)

Eich in Luxemburg-Stadt

Eich (luxemburgisch Eechⓘ) ist ein Stadtteil im Norden von Luxemburg-Stadt. Ende 2018 lebten 2.961 Personen im Quartier. Die Fläche des Stadtteils beträgt 63 Hektar.

## Geschichte
Eich war einst eine eigenständige Gemeinde. 1920 wurde Eich in die Stadt Luxemburg eingemeindet.